# Benjamin Creme
Benjamin Creme (5. prosince 1922 Skotsko – 24. října 2016) byl britský esoterik, spisovatel, umělec a vydavatel časopisu Share International. Prohlašuje, že různá proroctví, vypovídající o opětovném příchodu Krista, se uskuteční ve formě objevení se tzv. Učitele světa Maitréji. Maitréja je jméno, kterým buddhisté nazývají příštího Buddhu. Creme ovšem tvrdí, že Maitréja je učitelem pro všechna náboženství, která ho tím či oním způsobem očekávají v různých podobách a pod různými jmény. Podle Crema je možno Maitréju ztotožnit se jmény jako Kristus, imám Mahdí, Krišna, Kalki, Mesiáš. Tvrdí také, že Maitréja je takzvaným „avatárem pro věk Vodnáře“.

## Životopisné údaje
Benjamin Creme se narodil ve skotském Glasgow. Studoval umění a již v mládí se stal uznávaným malířem modernistického stylu.
Spolupracoval a přátelil se s mnoha vůdčími postavami soudobého britského umění. Své práce vystavoval v mnoha prestižních galeriích.
V letech 1957 až 1959 byl členem Společnosti Aetherius (hnutí založeno na údajných kontaktech s mimozemskými civilizacemi), kterou opustil kvůli názorovým rozporům.
Creme studoval některé z aspektů esoterní filosofie a obzvláště jej zajímalo učení, které koncem 19. století zpřístupnila Helena Petrovna Blavatská a její Theosofická společnost, na které později navazuje učení Alice A. Baileyové. Tyto nauky jej postupně dovedly k víře v existenci Mistrů moudrosti ― skupiny dokonalých jedinců, kteří mají být správci božského plánu vývoje pro tuto planetu. V roce 1959 oznámil, že byl – ke svému velkému překvapení – sám kontaktován jedním z těchto Mistrů, jehož identitu ovšem dodnes tají na žádost této bytosti. Kromě jiného mu Mistr sdělil, že Učitel světa Maitréja ― Mistr všech Mistrů ― by se do dvaceti následujících let měl vrátit na Zem a že on, (Creme), by při této události měl hrát určitou roli, pokud ji bude ochoten přijmout.
Další informace z jeho díla odkazují na to, že Maitréja údajně sestoupil ze svého pradávného sídla v Himálaji a přiletěl do Londýna jako civilní osoba s pákistánským pasem. Mělo se tak stát v červenci roku 1977. Následně se prý Maitréja usadil jako duchovní učitel v pákistánské londýnské komunitě, kde v podstatě žije dodnes.
O více než deset let později, v roce 1972, Creme pod vedením svého Mistra započal s obtížným výcvikem, který byl zaměřen na přípravu k jeho dalším životním úkolům, zejména k roli hlasatele příchodu Učitele světa, jehož očekávají všechna náboženství. Sděluje, že neustálý kontakt s Mistrem moudrosti mu umožňuje, aby aktualizoval informace kolem celé věci a také jeho přesvědčení o pravdivosti těchto údajů, jež je nutné k jejich veřejné prezentaci.
O svém poslání poprvé referuje 30. května 1975 na setkání ve Friends Meeting House na Euston Road v Londýně.
V letech 1975 až 1979 Creme na pozvání cestuje a přednáší po Evropě. Od roku 1980 začíná první přednáškové turné po Spojených státech, kde mluví v mnoha městech k četnému publiku. Turné je sponzorováno organizací Lelanda Stewarta, která se jmenovala Unity and Diversity Council. Počátkem devadesátých let cestuje a přednáší také ve východní a západní Evropě, Japonsku, Austrálii, na Novém Zélandu, v Kanadě, Mexiku. Současně koná dvě cesty ročně po Spojených státech. Poskytl rozhovory ve více než 300 rozhlasových a televizních programech po celých Spojených státech.
Ve svých rozhovorech vzbudil polemiku, když se zmínil pozitivně o Luciferovi. Creme vysvětluje, že on sám v žádném případě není uctívačem ďábla nebo Satana a poukazuje na údajné chyby v interpretaci týkající se této terminologie. "Lucifer je jméno velkého anděla, který ovšem nemá nic společného s revoltou v nebi a svržením na Zem do podoby ďábla. Je to naprosto chybná interpretace. Jméno Lucifer znamená „Nositel světla“ a vychází z latinského slova „lux, lucis“, které znamená „světlo, světelný“. Je to jméno anděla, který oduševňuje lidskou říši… "
Některé křesťanské evangelické kruhy obvinily Crema kvůli jeho prohlášením o Maitréjovi ze satanistické konspirace.
Knihy pana Creme, týkající se opětovného příchodu Krista a dalších souvisejících témat, jsou překládány skupinami a jednotlivci, kteří souhlasně reagují na jeho poselství, do mnoha jazyků včetně češtiny. Měsíčník Share International, který Creme vydává, vychází jak v tištěné, tak internetové podobě a soustřeďuje se na sociální, politické, ekonomické a duchovní změny nyní probíhající na celém světě. V tištěné podobě je časopis distribuován do 70 zemí světa.
Benjamin Creme za svou práci novodobého misionáře nepobírá žádný plat a také se neprohlašuje za žádného duchovního vůdce. "Pracuji na tom," říká Creme, "abych zpřístupnil tyto informace veřejnosti, abych pomohl vytvořit ovzduší naděje a očekávání. Jestliže se mi to povede, budu rád."

## Návrat Krista za účelem zahájení věku Vodnáře
Zjara roku 1982 Creme zveřejnil v novinách po celém světě oznámení, v němž se říkalo: "Kristus je nyní zde". Podle pana Creme "Kristus", kterého také nazývá "Maitréja", měl oznámit svou přítomnost na světě prostřednictvím televizního vysílání, které se mělo uskutečnit 21. června 1982. Zmíněné oznámení přitáhlo pozornost některých skupin New Age, a také křesťanů evangelíků. Ovšem televizní přenos se nakonec neuskutečnil a mnozí lidé z těchto skupin o Crema ztratili zájem. Neuskutečněné vysílání zdůvodnil Maitréja ústy Crema tím, že pro úspěšnost podobného projevu tehdejší doba nebyla vyhodnocena jako úplně přínosná z hlediska širšího přijetí Maitréjovy mise. Naproti tomu Creme v současnosti prohlašuje, že veřejné působení Maitréji je již velmi blízko a nadále pokračuje ve vydávání novin, reklamních článků a pořádání tiskových konferencí. Věnuje se také vydávání svého časopisu a aktualizaci svých stránek.

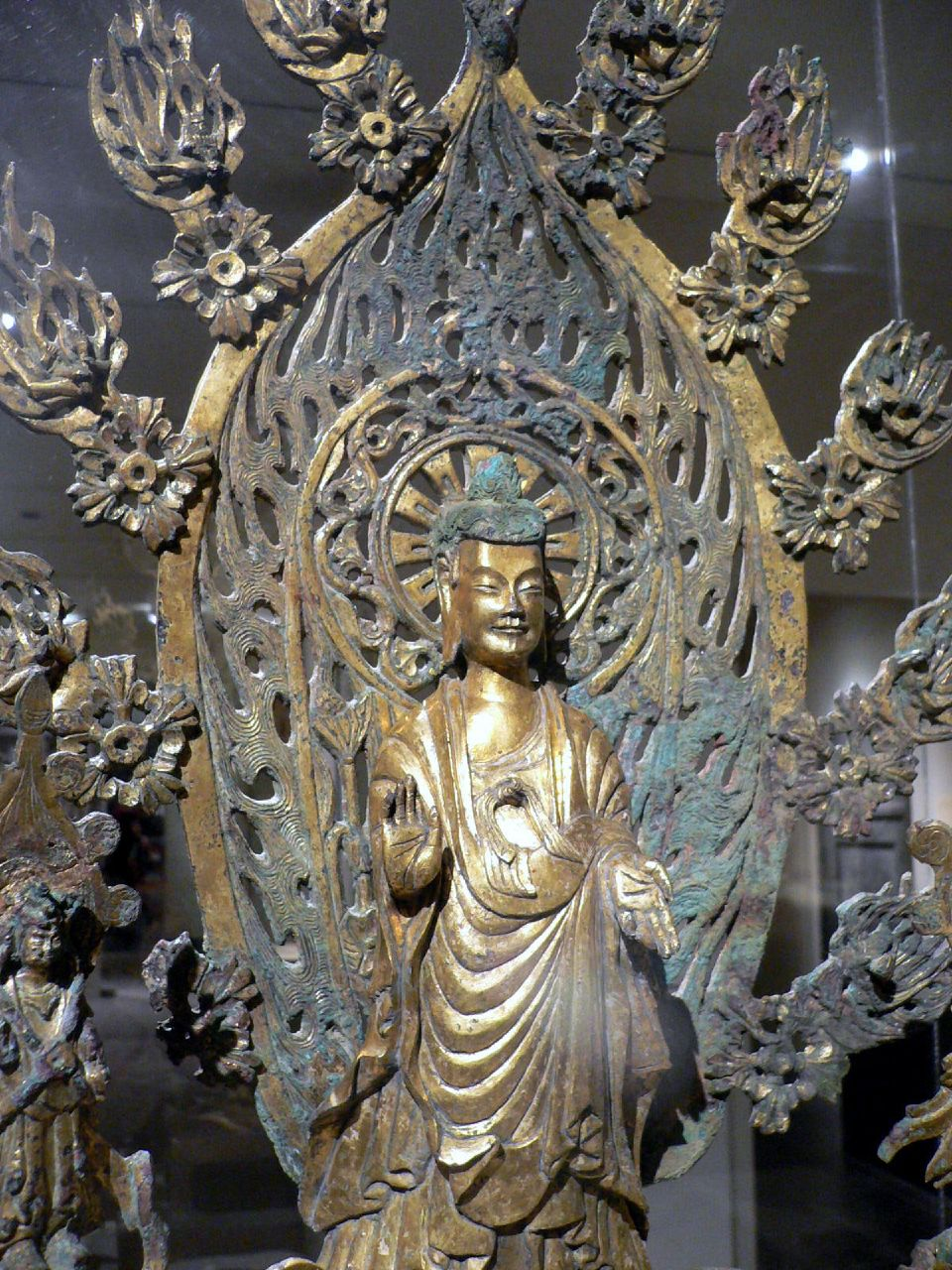
Maitréja

Creme ve svých odpovědích na četné dotazy neustále tvrdí, že takzvaný „den Deklarace“ (Maitréjova příchodu) zcela určitě nastane a Kristus se objeví ve vysílání televizních kanálů, propojených satelitním vysíláním do celého světa. „Všichni, kdo mají přístup k televizi, ho uvidí…[Jeho tvář]. Současně s tímto vysíláním nastane telepatický přenos do myslí všech lidí celého světa". V době, kdy bude Kristus mluvit… [všichni ucítí obrovský příliv lásky, jaký nikdy předtím nezažili] "současně s tím dojde ke stovkám a tisícům zázračných uzdravení. Tímto všichni poznají, že Kristus se opravdu vrátil. "
Creme vybízí, aby každý, kdo v jakémkoli rozsahu a míře věří v příchod Krista, se o své přesvědčení podělil s ostatními lidmi.

### Znamení, doprovázející návrat Krista
Dne 11. prosince 2008 organizace Share International zveřejnila informaci, podle které se ve velmi blízké budoucnosti na nebi objeví hvězda viditelná ve dne i v noci po celém světě, která naznačuje následné velmi brzké objevení se Maitréji v pořadu jedné z velkých televizních společností.
Počátkem roku 2009 se začaly objevovat zprávy o spatření hvězdy z celého světa. Četná pozorování a videozáznamy objektu, který se po transfokaci mění v objekt různého tvaru a barvy, zaplavily internet, zejména server youtube.com.
Internetové stránky Share International zveřejnili souhrn fotografií „hvězdy“ s popisem jednotlivých snímků. Také časopis Share International z července 2009 přinesl článek a řadu záběrů hvězdy z různých oblastí světa.
Creme také tvrdí, že tzv. kruhy v obilí nebo také některé z pozorovaných fenoménů UFO jsou úkazy, které mají určitou souvislost s příchodem Krista a jeho skupiny Mistrů moudrosti. Odkazuje přitom na bibli, která se zmiňuje o „znameních na nebi a na zemi“, ve volné souvislosti s opětovným příchodem Krista.

## Další související literatura
- Bailey, Alice A. The Reappearance of the Christ. Lucis Publishing, 1948.
- Bailey, Alice A. The Externalisation of the Hierarchy. Lucis Publishing, 1957.
- Bistrich, Andrea. Maitreya: "I Come to Change All Things". Eine moderne Heilserwartung im interkulturellen Vergleich. (Münchener Ethnologische Abhandlugen 17) Akademischer Verlag München, 1996.
- Brown, Mick. "Messiah is alive and well and in London." The Sunday Times, 23 October 1988, p. A15.
- Brown, Mick. The Spiritual Tourist. Bloomsbury publishing, 1998.
- Carey, Howard Ray. The Joy of Christ's Coming: From Traditional Religion to Ageless Wisdom. Share International Foundation, 1988.
- MacDonald-Bayne, Murdo. Beyond the Himalayas. L. N. Fowler, 1954.
- Muto, Nyaga wa, and Ben Mitukaa. "Did Jesus Visit Kawangware?" [Kenya] Sunday Times, June 26, 1988, pp. 12, 17.
- Mutungi, Job. "Did Jesus Christ Come to the City?" Kenya Times, Wednesday, June 22, 1988, pp. 16–17.
- Peterson, Wayne S. Extraordinary Times, Extraordinary Beings. Hampton Roads Publishing, 2003
- Spalding Baird T. Life and Teaching of the Masters of the Far East. 5 vols. De Vorss & Co., 1924-55.
- Stammer, Larry B. "Years After Apparition Claims Fizzled, Creme Keeps the Faith." Los Angeles Times, Saturday, July 3, 1993, p. B10.